# Incendie de l'hôtel Paris-Opéra
L'incendie de l'hôtel Paris-Opéra a eu lieu dans la nuit du 14 au 15 avril 2005 au 76 rue de Provence à Paris et a fait vingt-quatre morts dont onze enfants. C'est l'incendie le plus meurtrier qui ait eu lieu dans Paris depuis la Libération.
Au moment des faits, l'hôtel Paris-Opéra est un établissement qui héberge principalement des personnes en situation précaire placées là par les services sociaux. Bien qu'il soit en suroccupation et ne possède pas d'issue de secours, une inspection de sécurité a conclu le mois précédent qu'il n'y avait pas d'obstacle à la poursuite de son activité. 
L'incendie est déclenché accidentellement vers 2 h 10 par la petite amie du veilleur de nuit dans un accès de colère. Le gardien, sous l'emprise de l'alcool et de la drogue, et sans formation à la sécurité, tarde à prévenir les secours alors qu'une intervention rapide des pompiers est indispensable. Environ 300 pompiers et secouristes, dans le cadre du plan rouge, se rendent sur les lieux pour lutter contre cet incendie particulièrement violent qui n'est maîtrisé qu'à 3 h 50.
Au lendemain du drame, l'émotion est forte et une polémique se crée sur les conditions dans lesquelles sont hébergées les personnes en situation précaire, les demandeurs d'asile en attente d'une décision et les déboutés du droit d'asile. Il est mis en évidence que devant l'insuffisance de logements pérennes pour ces personnes, le recours à l'hôtellerie bon marché est devenu systématique. L'État dépense ainsi de fortes sommes pour des logements souvent mal entretenus, voire vétustes. Deux nouveaux incendies au mois d'août, celui du boulevard Vincent-Auriol et celui de la rue du Roi-Doré, qui touchent aussi des immigrés aux revenus modestes, relancent la polémique.
Au terme d'une instruction jugée très longue par les familles des victimes, un procès s'ouvre en novembre 2013. Il aboutit à la condamnation de la jeune femme responsable du départ du feu, du veilleur de nuit de l'hôtel et de l'un des gérants, sans que les pouvoirs publics soient mis en cause. Un  procès en appel a lieu en 2015 dont le verdict, rendu début 2016, allège la condamnation de l'incendiaire de trois ans de prison ferme à trois ans dont un avec sursis. L'action civile étant encore en cours, la grande majorité des victimes ne sont toujours pas indemnisées à cette date.

## Description de l'hôtel

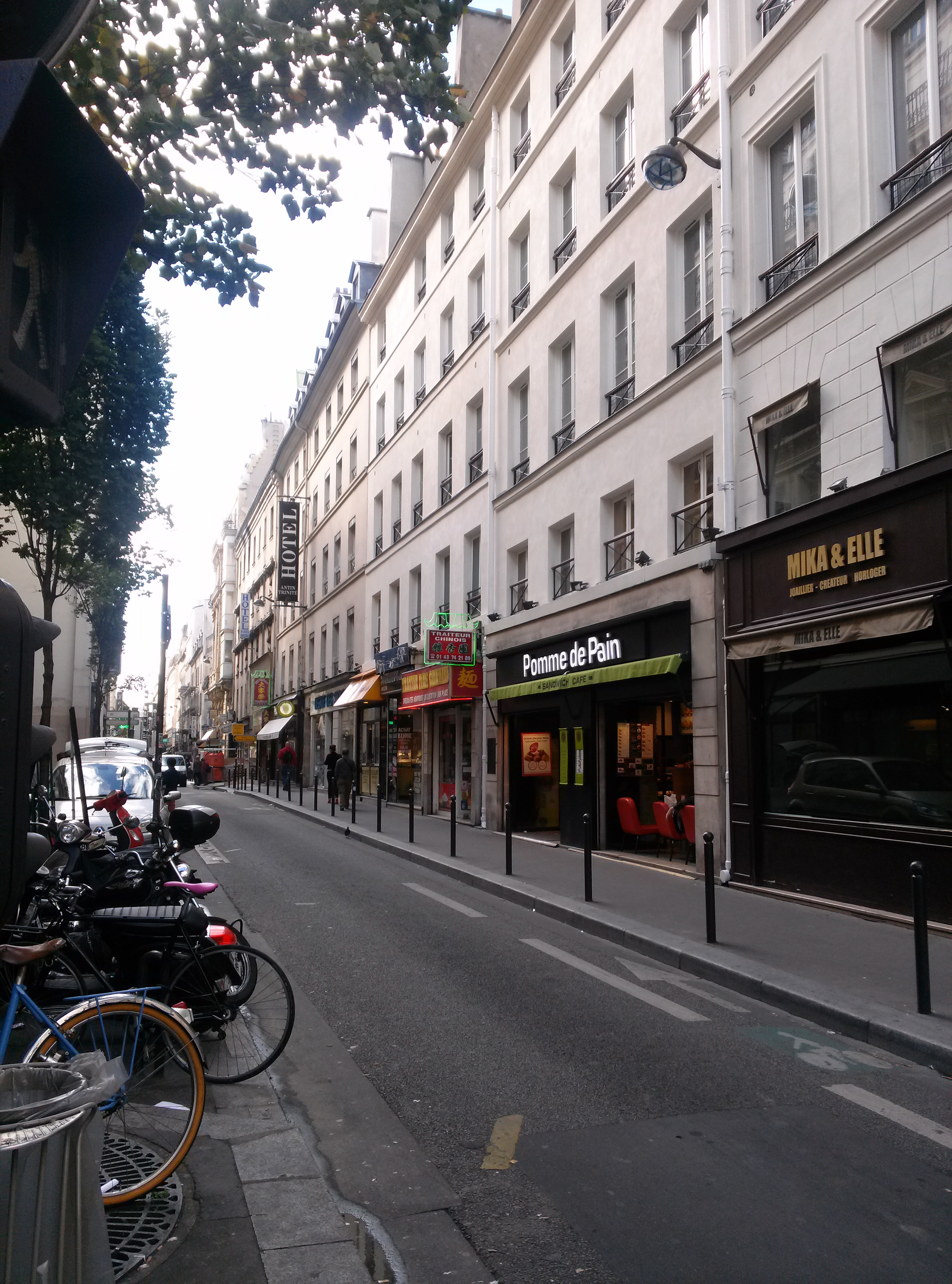
La portion de la rue de Provence où se trouve l'hôtel, vue depuis le croisement avec la rue de la Chaussée d'Antin.

L'hôtel Paris-Opéra est situé dans le 9e arrondissement de Paris, 76 rue de Provence,, dans le quartier touristique des grands magasins. La rue est aussi fréquentée, le soir, par des prostituées qui travaillent dans des hôtels à proximité. Le numéro 76 est un immeuble de six étages. À l'origine établissement « une étoile », il est la propriété d'une même famille depuis août 1988. Au moment des faits, cet établissement est classé en cinquième catégorie, « groupe 2 » (c'est-à-dire pouvant accueillir moins de 100 personnes). Il compte trente-deux chambres qui sont proposées aux services sociaux de la ville de Paris depuis l'an 2000 pour y loger des personnes en situation précaire (au moment de l'incendie, le Samu social paye l'hôtel 16,50 euros la nuit par personne logée). L'entrée fait 1,30 mètre de large, l'escalier est large d'un mètre et l'hôtel dispose d'un ascenseur.  
Officiellement, au moment des faits, l'hôtel accueille quatre-vingt-deux personnes, dont soixante-dix-sept se trouvent effectivement dans les lieux alors que l'établissement n'a l'autorisation d'en recevoir que soixante-et-une. Cette autorisation a notamment été précisée lors d'un rapport de contrôle de la préfecture de police de Paris, qui inspecte les lieux en mars. Le rapport ne relève pas d'anomalies mais demande la poursuite de la révision des installations électriques, notamment la suppression de l'usage de multiprises et de la présence de douilles et de fils volants, ainsi que la remise en état de marche d'un bloc d'éclairage de sécurité. Des essais de détection d'incendie sont effectués lors de cette visite. Le contrôleur demande aussi de terminer « l'aménagement de la chaufferie à gaz » et de placer un plan de repérage des issues dans les chambres. L'hôtel ne possède pas de sortie de secours, mais les règlements en vigueur pour ce type d'établissement n'en imposent pas forcément à cette époque : les normes tiennent compte de l'année de construction de l'établissement et du nombre maximal de personnes qu'il peut recevoir. La fille des gérants assurera d'ailleurs dans la presse que si des changements ou des améliorations sur l'état de l'hôtel leur avaient été demandés, ils les auraient effectués. Les établissements de ce type doivent faire l'objet d'une visite de sécurité tous les cinq ans, mais à Paris ces visites ont lieu tous les trois ans. L'hôtel a ainsi été inspecté en 1978, 1980, 1982, puis 1987, 1992, 1993, 1998, 2002 et donc le 24 mars 2005. Une semaine avant la visite de la préfecture, le 17 mars, la vérification du matériel de détection des fumées et des gaz a été réalisée par une société spécialisée. La visite du 24 mars conclut que les aménagements à réaliser « ne [font] pas obstacle à la poursuite de l'exploitation de l'hôtel. »
Après l'incendie, des témoignages d'anciens occupants de l'hôtel expliqueront que l'hôtel était sale et que les installations électriques leur semblaient vétustes. La fille des gérants répondra que si les disjonctions électriques étaient courantes dans l'hôtel, c'était en fait volontaire : à partir du moment où des personnes orientées par les services sociaux sont venues y vivre, certaines amenant des appareils électriques tels que des fours à micro-ondes qu'elles voulaient utiliser dans les chambres, les gérants ont fait le choix de baisser l'ampérage afin qu'ils ne puissent pas brancher plus qu'une télévision.

## Déroulement de l'incendie

### Déclenchement de l'incendie et appel des secours
Dans la nuit du 14 au 15 avril 2005, Fatima, 31 ans, la petite amie du veilleur de nuit, domiciliée dans les Hauts-de-Seine, se rend à l'hôtel où il lui arrive régulièrement de passer le voir. Elle l'aurait déjà vu plus tôt dans la journée, dans la pièce où il se repose après son service, mais elle est partie après s'être disputée avec lui. Nabil, le veilleur de nuit, 36 ans, qui est aussi le fils du gérant, rappelle la jeune femme vers minuit pour lui demander de venir. Leur liaison est difficile : l'homme aurait déclaré à ses amis que la jeune femme n'est  « pas la femme de sa vie » et aurait demandé à son ex-épouse de reprendre une vie commune peu avant le drame.
Fatima s'attend néanmoins à passer la soirée avec lui et porte des sous-vêtements rouges. Elle s'installe dans la salle de petit déjeuner au premier étage ; ils ont pour habitude de s'y retrouver, elle y a aménagé un « lit de fortune » et disposé des bougies car la lumière de la lampe y est trop forte. Elle s'y dispute de nouveau avec Nabil qui redescend. Elle va le chercher et découvre qu'il est en train de faire la fête avec « des filles, [...] des rails de coke. » Il a en effet l'habitude de faire la fête avec des clients et a aussi bu du champagne et du whisky. Fatima n'aime pas qu'il prenne de la cocaïne car il arrive qu'il la frappe après en avoir pris. Elle remonte, énervée, et jette par colère une pile de vêtements, sans faire attention aux bougies qui y mettent le feu. Elle agit ainsi car elle sait que Nabil déteste qu'on dérange ses affaires. Elle quitte l'hôtel et retire ensuite de l'argent dans un distributeur tout proche. Elle déclarera lors du procès qu'elle n'a pas eu conscience du départ d'incendie et affirmera n'avoir appris le drame que le lendemain. 
Le feu se propage rapidement à la cage d'escalier. L'alarme incendie se déclenche et Nabil tente de lutter contre les flammes avec des extincteurs puis court prévenir les pompiers des Galeries Lafayette voisines. Ce sont eux qui appellent les secours à 2 h 20 du matin, dix minutes après le déclenchement de l'incendie, alors que la configuration des lieux aurait nécessité une intervention plus rapide. Les pompiers du service incendie des Galeries Lafayette commencent à arroser le rez-de-chaussée de l'immeuble avant l'arrivée des secours.

### Action des secours

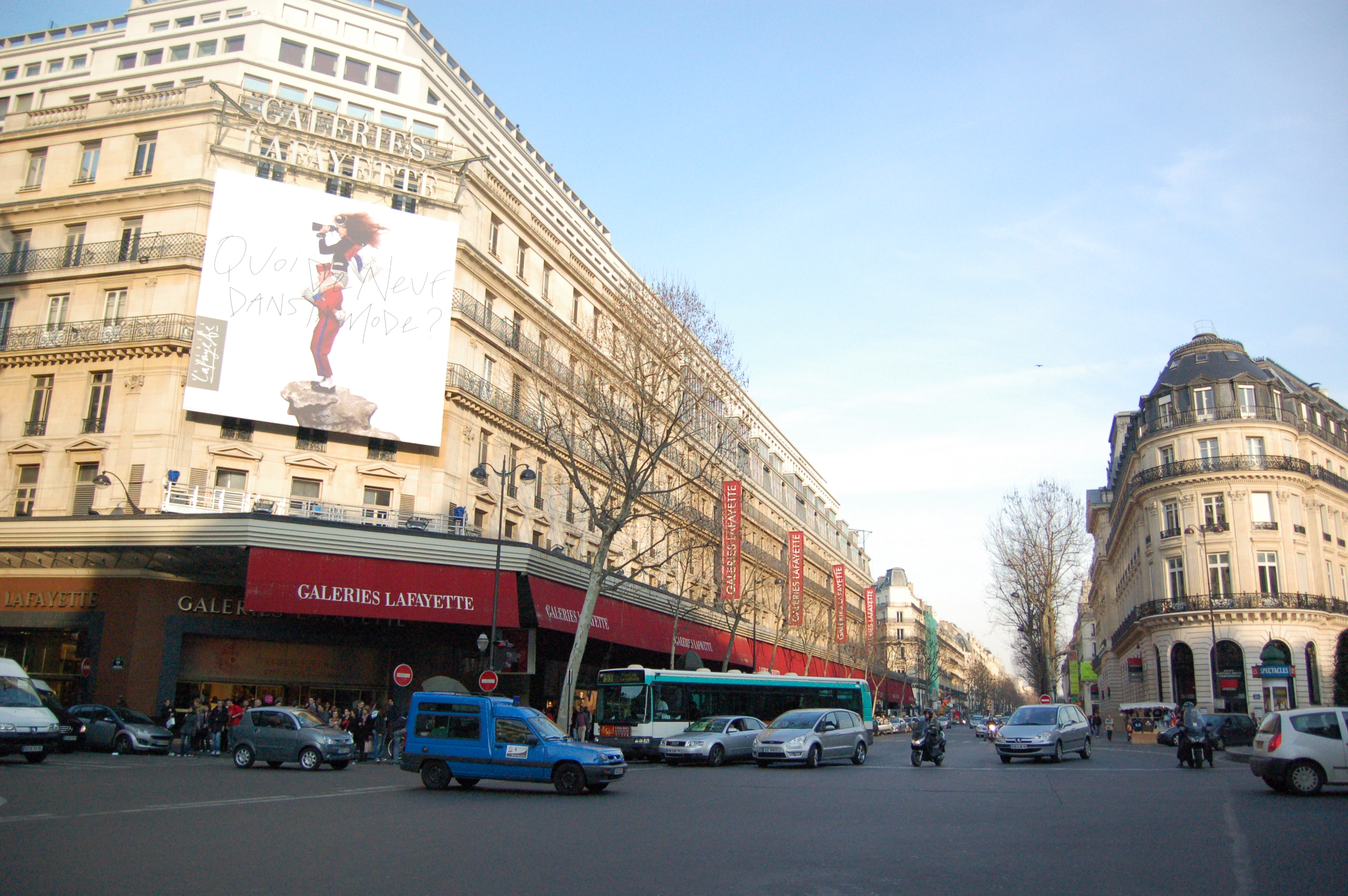
Les Galeries Lafayette, où un poste médical avancé a dû être installé pendant l'incendie.

À l'arrivée des secours, plusieurs chambres sont déjà la proie des flammes et sept personnes, dont quatre enfants, se sont défenestrées pour leur échapper. Une femme qui travaille dans l'hôtel voisin a permis à une résidente du Paris-Opéra de s'échapper du premier étage en lui amenant une échelle. Le feu, qui est d'une grande violence et se propage très vite, s'est déclenché alors que la plupart des occupants de l'hôtel se trouvent dans leur premier sommeil. La cage d'escalier, qui prend feu, et l'ascenseur agissent « comme des cheminées d’appel d’air. » L'escalier étant la seule issue du bâtiment, les habitants sont bloqués dans les chambres. Ignorant les règles de sécurité, ils ouvrent les fenêtres et les portes, ce qui crée de nouveaux appels d'air. L'hôtel a aussi des chambres sur cour qui ne sont pas directement accessibles aux secours.    
Le plancher entre le cinquième étage et les combles du sixième s'enflamme et s'effondre. Sans moyen de s'échapper, plusieurs des occupants de l'hôtel se sont jetés par les fenêtres ou depuis le toit. Les pompiers, qui évacuent une soixantaine de personnes par leurs échelles, parleront d'un « [d']un incendie d'une violence effroyable », de choses « très dures », de « situation de guerre ». Ils expliqueront avoir trouvé des corps « partout » : aussi bien dans la rue que dans l'hôtel, faisant notamment état de quatre cadavres d'Africains trouvés dans la salle de petit déjeuner. Des témoins raconteront des scènes d'horreur où les occupants de l'hôtel crient et tentent d'échapper aux flammes qui se propagent à toute vitesse. Les pompiers noteront par la suite que certaines personnes se sont aussi défenestrées sous l'effet de la panique, alors que la fumée n'a pas encore atteint leur chambre dont les murs ne seront pas noircis. L'incendie est suffisamment grave pour que le plan rouge soit déclenché, entraînant la présence sur place de plus de trois cents pompiers et secouristes du SAMU, ainsi que cinquante-sept véhicules de pompiers, dix lances à incendie et huit ambulances de réanimation. Le hall et le rayon cosmétique des Galeries Lafayette sont réquisitionnés afin d'y créer un poste médical avancé,. Les blessés sont dirigés dans les hôpitaux de la région et une chambre mortuaire est aussi installée dans une salle du magasin afin d'y déposer les corps des victimes décédées,. On trouve parmi les blessés des polytraumatisés, ceux qui ont sauté par les fenêtres, ainsi que des brûlés et des personnes intoxiquées par la fumée. Selon la préfecture de police de Paris, les victimes « les plus gravement touchées » sont de nationalités française, sénégalaise, portugaise, ivoirienne, américaine, ukrainienne et tunisienne. Une cellule d'aide psychologique est mise en place par la Croix-rouge pour aider les rescapés qui sont très choqués. 
L'incendie est maîtrisé à 3 h 50 du matin mais le journal Le Parisien note qu'on voit encore l'hôtel fumer à 5 h du matin. L'incendie a fait vingt morts, mais les pompiers estiment qu'au vu de la gravité de certains blessés, il est probable que ce bilan provisoire s'alourdisse. Huit heures après le départ des flammes, ils sortent encore des corps des décombres de l'hôtel dont l'intérieur est entièrement noir de suie.

## Réactions officielles et bilan

Façade de l'hôtel Paris-Opéra en septembre 2015, du premier au quatrième étage.

Le ministre de l'Intérieur, Dominique de Villepin, se rend sur les lieux, ainsi que Nelly Olin, ministre déléguée à la lutte contre la précarité, Jean-Louis Borloo,  ministre de la cohésion sociale, et plusieurs élus parisiens. Le président de la République, Jacques Chirac, déclare ressentir « horreur » et « émotion » devant ce qui, selon lui, « constitue une catastrophe parmi les plus douloureuses qui aient endeuillé Paris ».  
Le 16 avril, le bilan provisoire est de vingt morts dont dix enfants, dix blessés graves et quarante-cinq blessés légers. Le fils du gérant, Nabil, a fait une chute depuis le sixième étage en tentant de secourir une femme et se trouve dans un état critique. On compte deux blessés légers parmi les pompiers. Selon le journal Le Monde, il s'agit à ce moment de l'incendie « le plus meurtrier dans la capitale depuis trente-deux ans,. »
Le bilan final est de vingt-quatre morts, dont onze enfants et neuf femmes, et cinquante-six blessés. Vingt personnes décédées vivaient au quatrième étage ou au-dessus. Onze personnes sont mortes en sautant dans le vide. Six blessés auront eu une incapacité temporaire de travail (ITT) supérieure à trois mois, quarante-deux blessés, une ITT inférieure ou égale à trois mois. Les victimes sont toutes d'origine étrangère. Seules six personnes, qui seraient de nationalités australienne, canadienne et tunisienne, s'en sortent indemnes. C'est le « pire incendie » dans Paris depuis la Libération.
Les familles qui vivaient là sont dans un premier temps relogées dans un hôtel du 15e arrondissement de Paris. Le 26 avril 2005, la mairie de Paris annonce mettre en œuvre un « dispositif exceptionnel d'accompagnement » des familles victimes de l'incendie, incluant des aides financières, une participation au relogement et un suivi médical des enfants. Une aide psychologique est assurée pendant plusieurs jours après le drame par la cellule d'urgence médico-psychologique de Paris.
Au mois de mai 2005, les rescapés de l'incendie, qui sont alors logés dans un hôtel à Vanves, constituent une association nommée « Association des victimes de l'hôtel Paris-Opéra, 76 rue de Provence » (Avipo). Ils sont aidés en cela par des associations telles que Droit au logement ou la Croix Rouge ainsi que par des avocats. L'association demande la régularisation des anciens habitants de l'hôtel qui sont sans-papiers ainsi que le relogement pérenne des familles mais elle entend aussi porter la voix des familles dans les procédures judiciaires pour connaître les causes de l'incendie et obtenir des indemnisations. Les étrangers en situation irrégulière ont tous obtenu un récépissé de demande de carte de séjour qui les autorise à travailler mais s'inquiètent de ce qui adviendra par la suite, même si la préfecture a déclaré s'engager à les régulariser et que l'État et la ville de Paris doivent les reloger.

## Suites politiques de l'incendie

### Polémique sur l'état et la suroccupation de l'hôtel

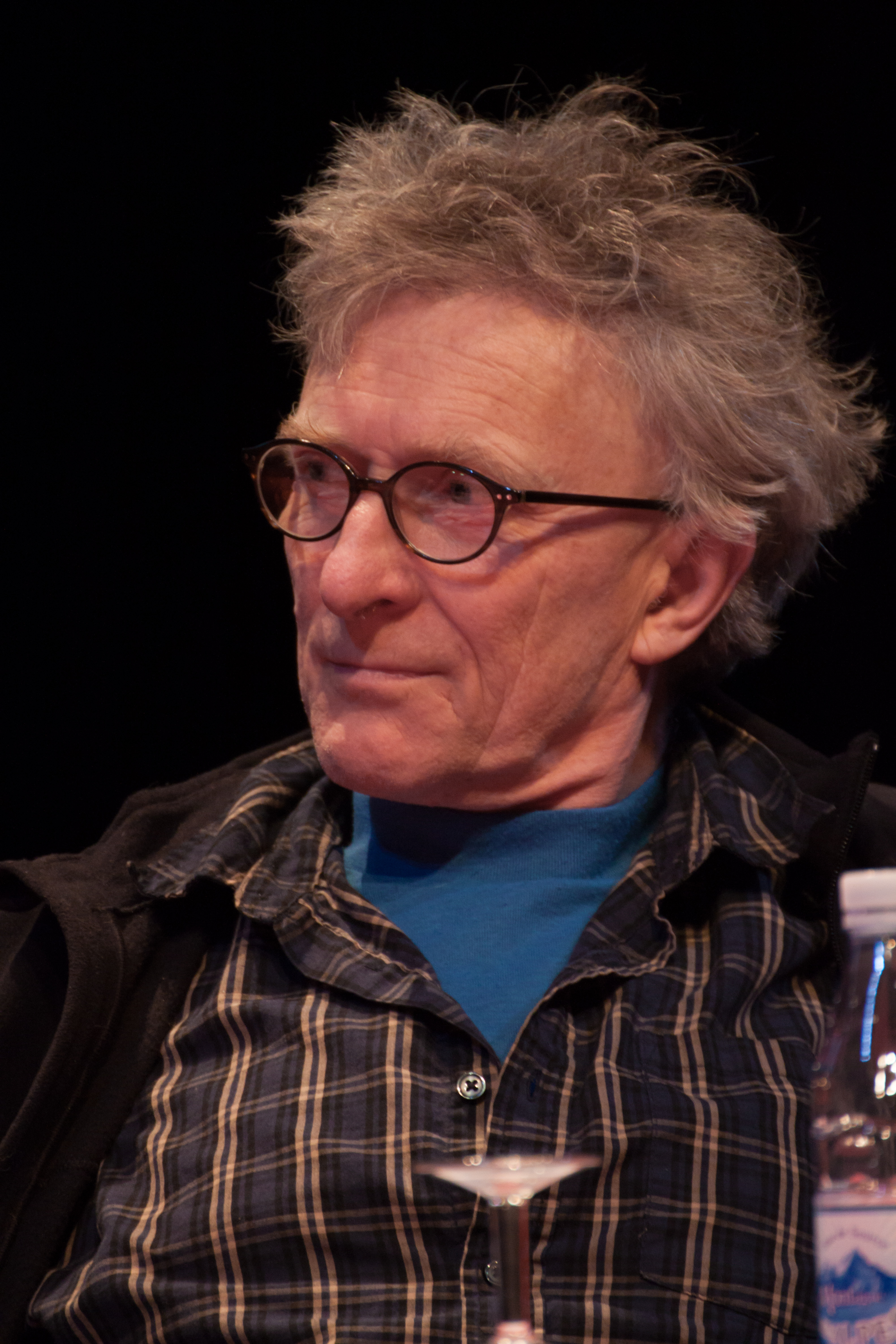
Jean-Baptiste Eyraud, président de Droit au logement, ici en 2013

Une polémique se crée rapidement autour des capacités d'accueil de l'hôtel. Officiellement, l'hôtel accueillait soixante-seize personnes alors qu'il a l'autorisation de n'en recevoir que soixante-et-une. Mais d'après le journal Le Parisien, l'hôtel aurait accueilli quatre-vingts occupants (le chiffre de soixante-dix-sept personnes sera donné au moment du procès). La grande majorité des personnes vivant là sont des familles défavorisées en attente d'un relogement. Il s'y trouve notamment trois familles (dont deux monoparentales) logées au titre de l'aide sociale à l'enfance et soixante-huit bons de réservation émis par le SAMU social, concernant des familles en grande précarité. Sur ces soixante-huit personnes, trente-quatre sont des enfants de moins de cinq ans qui ne sont pas comptabilisés comme les adultes par le SAMU social. Il y aurait eu aussi trois touristes canadiens présents ayant loué une chambre dans l'hôtel cette nuit-là. Bien que la suroccupation des lieux ne semble pas être à l'origine de l'incendie, elle n'a pas facilité les secours et a augmenté le nombre de victimes potentielles. Le président de Droit au logement, Jean-Baptiste Eyraud, note qu'un hôtel de ce type n'est pas adapté au séjour prolongé des familles qui y étaient hébergées.

### Mise en lumière du recours à l'hôtellerie pour loger les familles en situation de précarité
Le soir du 18 avril, une veillée funèbre est organisée rue de Provence en mémoire des victimes. Le bilan s'élève alors à vingt-deux morts. Cette veillée, à laquelle ont appelé plusieurs associations (Droit au logement, Droits devant, Apeis, SUD, Coordination nationale des  sans papiers...), réunit plus d'un millier de personnes. Des personnalités telles que le secrétaire général du MRAP, Mouloud Aounit, la porte-parole de Lutte ouvrière, Arlette Laguiller, le biologiste Albert Jacquard ou l'ancien évêque Monseigneur Gaillot sont présents dans la foule, ainsi que de nombreux immigrés parmi lesquels des sans papiers. Il devait s'agir à l'origine d'une « veillée silencieuse » mais le rassemblement devient une manifestation pour réclamer la construction de logements sociaux, la réquisition de logements vacants et l'arrêt des expulsions des étrangers. Des représentants de la communauté africaine de Paris demandent la régularisation des sans papiers ; une banderole est brandie à l'adresse du président de la République, Jacques Chirac : « M. Chirac, n'ayez pas peur de nous donner de la dignité. Nous voulons juste des papiers. »

Façade de l'hôtel Paris-Opéra photographiée en 2015.

Le drame met en évidence l'existence des hôtels qui, comme le Paris-Opéra, logent pour le compte de l'État des demandeurs d'asile en attente d'une décision, des déboutés du droit d'asile et des mal-logés,. La grande majorité de ceux qui vivaient dans cet hôtel était en effet des familles en état de grande précarité qui y étaient hébergées depuis plusieurs mois. Dès le 18 avril, le journal Le Monde écrit « Où faut-il chercher les responsabilités ? Dans un système. Dans une faillite collective. Celle qui, jour après jour, année après année, détériore l'image d'une France "terre d'asile". » Le journal souligne combien la France, depuis longtemps, « néglige les mal-logés, qu'ils soient immigrés, sans papiers, ou simplement sans ressources. » Il rappelle que les associations de mal-logés demandent depuis longtemps la réquisition des appartements vacants qui se trouvent dans Paris, ville où, selon l'association France terre d'asile, les propriétaires d'hôtels bas de gamme, parfois dans un état déplorable, peuvent gagner beaucoup d'argent grâce à ces hébergements pour le compte de l'État. 
Un rapport réalisé par la Direction régionale de la répression des fraudes et la Direction régionale des affaires sanitaires et sociales datant de quelques mois avant l'incendie et non destiné à être publié apparait dans la presse. Il montre que, devant l'insuffisance des places en Centre d'accueil de demandeurs d'asile, le recours à l'hôtellerie bon marché s'est développé, 8 655 personnes y étant par exemple hébergées dans la nuit du 12 au 13 janvier 2004 dans l'ensemble de la région parisienne, ce chiffre incluant de nombreuses familles avec enfants. Les hôtels où ils vivent sont souvent anciens, voire vétustes, mal entretenus, disposant de peu de confort (des lavabos mais pas de douches, des toilettes sur le palier). Les occupants des chambres doivent laver leur linge de lit eux-mêmes et cuisinent souvent dans les chambres. Les hôteliers perçoivent la somme de quinze à vingt euros par personne (et non par chambre) ce qui incite à la suroccupation et rend ces établissements très lucratifs. Les hôteliers ont l'assurance d'être payés par les services de l'État tout en sachant que les occupants oseront rarement faire des réclamations sur l'état des prestations. En 2004, la mairie de Paris avait dépensé 9,5 millions d'euros et le Samu social 24 millions d'euros pour l'hébergement de personnes dans ce type d'hôtels. Selon l'association Droit au logement, qui a manifesté dès le 15 avril devant l'hôtel, ces sommes utilisées pour héberger des personnes dans des hôtels pourraient être plus efficacement dépensées pour leur fournir un logement pérenne dans le domaine privé.
À la suite de l'incendie, une minute de silence est observée à la mémoire des victimes au conseil municipal de Paris et le maire, Bertrand Delanoë, réclame l'organisation d'une « conférence nationale » sur ce sujet qui associerait les services de l'État, ceux de la ville et le monde associatif. Cette demande, effectuée par courrier adressé à Jean-Louis Borloo, ministre de l'Emploi, de la Cohésion sociale et du Logement, est restée lettre morte, comme l'écrira Bertrand Delanoë quelques mois plus tard, dans une tribune du journal Le Monde.

### Autres incendies dans les mois qui suivent
Deux autres incendies ont lieu dans les mois qui suivent dans des immeubles où sont logés des étrangers de Paris. Cette série de sinistres fait en tout 52 morts.

#### Incendie du boulevard Vincent-Auriol
Dans la nuit du jeudi 25 au vendredi 26 août 2005, un incendie fait dix-sept morts dont quatorze enfants dans un immeuble où résidaient cent trente personnes originaires d'Afrique de l'Ouest, 20 boulevard Vincent-Auriol dans le 13e arrondissement. Le feu aurait pris au rez-de-chaussée, sous la cage d'escalier, et la présence d'un vasistas ouvert au dernier étage aurait fait un appel d'air permettant au feu de s'étendre rapidement. L'immeuble n'est pas classé « insalubre » (notion qui tient compte de l'état du bâtiment, et non de sa suroccupation) ; il n'a pas de sortie de secours et son escalier est en bois. 
Il ne s'agit pas d'un immeuble d'hébergement d'urgence, mais d'un bâtiment géré par un bailleur associatif, France Europe Habitation (Freha), qui a conclu un bail emphytéotique de cinquante ans avec l'État. Freha gère l'immeuble pour l'association Emmaüs et y loue des logements à des familles avec des baux classiques à un coût réduit. Ces habitants sont en situation régulière et disposent de revenus mais ne trouvent pas de logement dans le parc privé. Il s'agit de familles polygames, avec de nombreux enfants, souvent une dizaine, qui vivent souvent dans des regroupements d'appartements. Le bâtiment devait être réhabilité, mais il est très difficile de reloger des familles qui ont ainsi besoin de très grandes surfaces. Ces habitants ont fait partie, au début des années 1990 d'un campement de mal-logés qui s'était installé quai de la Gare. Après négociation avec l'État, ils ont été relogés dans ce bâtiment, d'une manière qui ne devait être que provisoire, le préfet d'Île-de-France s'étant engagé fin 1991 à ce qu'ils soient relogés dans un délai de trois ans. 
L'immeuble avait fait l'objet d'un reportage de France 2 après l'incendie de l'hôtel Paris-Opéra où il était montré comme exemple de logement mal entretenu et à destination des personnes en situation précaire. Une habitante y déclarait que trois départs de feu avaient eu lieu dans l'immeuble mais que, « par chance », ils n'avaient pas touché l'escalier. Après l'incendie, un autre résident de l'immeuble déclare qu'il y avait d'importantes fissures dans l'immeuble et que son système électrique était vétuste. 

#### Incendie de la rue du Roi-Doré
Le troisième incendie de cette série est celui du 8 rue du Roi-Doré, dans le 3e arrondissement de Paris, dans le quartier du Marais, dans la nuit du 29 au 30 août 2005, quatre jours après l'incendie du boulevard Vincent-Auriol. Il s'agit d'un immeuble « vétuste » de cinq étages squatté par des familles ivoiriennes. Il y a environ une quarantaine de personnes dans l'immeuble dont une quinzaine d'enfants. L'immeuble avait fait l'objet d'un arrêté « d'insalubrité irrémédiable » en juillet 2002 et la Société immobilière d'économie mixte de la Ville de Paris (SIEMP) le gérait depuis décembre 2004. À cause des délais légaux et de la trêve hivernale, les familles, qui devaient de toute manière être relogées par la ville de Paris, n'auraient été expulsables qu'en avril 2006. Sept familles sur les seize qui vivaient là avaient déjà pu être relogées, si le gros des travaux de réhabilitation devait avoir lieu à l'été 2006, la SIEMP avait entamé quelques travaux de réhabilitation  pour permettre aux familles restantes de pouvoir passer l'hiver.
L'incendie se déclare dans la cage d'escalier vers 22 h et les pompiers ne peuvent le maîtriser que vers 1 h 30 du matin. Le feu détruit en particulier la zone située entre le premier et le quatrième étage. Le premier bilan est de sept morts dont un enfant de six ans défenestré depuis le quatrième étage par sa mère qui essayait ainsi de le sauver. Le maire de Paris, Bertrand Delanoë, se rend sur place pendant l'incendie et organise le relogement d'urgence des rescapés. Le président Jacques Chirac exprime sa « profonde compassion » aux familles des victimes et demande aux enquêteurs de faire en sorte de déterminer rapidement les causes de cet incendie. L'ambassadeur de Côte d'Ivoire se rend sur les lieux et fait part de son « écœurement ».
L'enquête montre que des problèmes électriques seraient la cause de cet incendie. 
Ce troisième incendie met de nouveau en évidence le problème du logement des immigrés et des logements sociaux à Paris. Les habitants de cet immeuble y vivaient pour la plupart depuis six ans, mais devaient être relogés par la mairie de Paris en septembre 2005, avant la réhabilitation du bâtiment.

### Nouvelles réactions

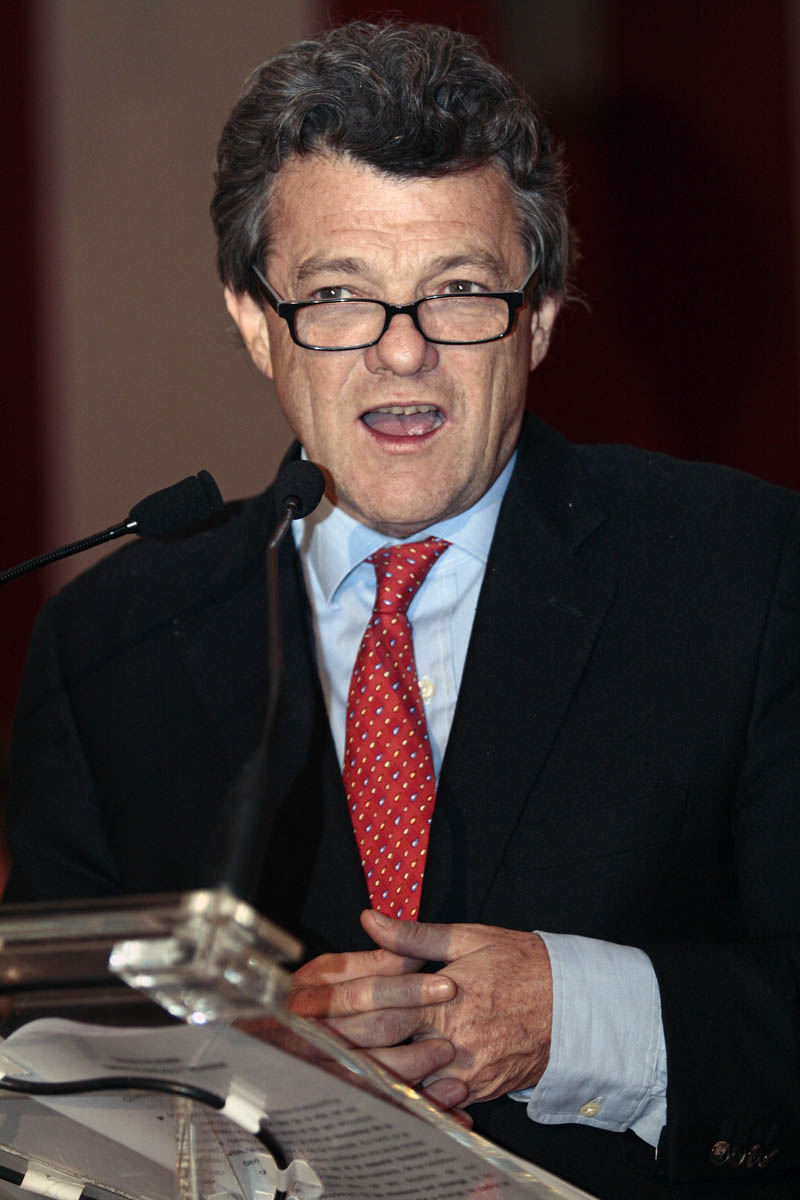
Jean-Louis Borloo, ministre de l'Emploi, de la Cohésion sociale et du Logement.

#### Manifestations et réaction du monde associatif
Cette série d'incendies provoque de nouvelles réactions, aussi bien dans le monde associatif que de la part des responsables politiques, relançant le débat sur les problèmes de logement qui touchent notamment les immigrés. Dès le dimanche 28 août 2005, une manifestation réunit environ 1 500 personnes à Paris pour réclamer « un logement pour tous. » dans un parcours allant de l'immeuble du boulevard Vincent-Auriol jusqu'au gymnase où sont hébergés les rescapés. Le cortège réunit des mal-logés ainsi que des militants des associations Droits devant ! et Droit au logement. Selon le journal Libération, la foule se rassemble devant l'immeuble du boulevard Vincent-Auriol dès le samedi 27 août, hue les noms de Nicolas Sarkozy et de Jean-Louis Borloo et crie des slogans tels que « 800 mètres carrés pour les ministres, 8 mètres carrés pour les mal-logés ! » ou « les promesses, y en a marre ! »
Martin Hirsch, président d'Emmaüs France, déclare que les familles pauvres qui vivent dans ces logements doivent souvent choisir entre habiter dans un immeuble mal entretenu et vivre dans la rue. La Fondation Abbé Pierre souligne qu'il existe en France plus de trois millions de personnes mal logées tandis que le président de Droit au logement, Jean-Baptiste Eyraud, déplore le manque d'action pour améliorer la situation depuis l'incendie du Paris-Opéra et demande une nouvelle fois la création de logements sociaux. Il espère que l'incendie du boulevard Vincent-Auriol permettra enfin une amélioration significative de la situation. Il rappelle que 50 000 familles souffrent du mal logement à Paris. SOS Racisme demande aux pouvoirs publics de « prendre urgemment les mesures nécessaires afin d’héberger avec dignité et décence les familles étrangères » qui vivent en France.

#### Réactions politiques
Du côté du gouvernement, le premier ministre, Dominique de Villepin, doit annoncer le 1er septembre 2005 des moyens afin de réduire la pénurie de logements sociaux. Nicolas Sarkozy, le ministre de l'intérieur, se rend boulevard Vincent-Auriol et demande un recensement des immeubles vétustes ou qui peuvent créer des risques en raison de leur surroccupation. Jean-Louis Borloo, ministre de l'Emploi, de la Cohésion sociale et du Logement, annonce une réunion dans les deux semaines avec la mairie de Paris, les associations et les bailleurs de logements sociaux afin de mettre en place des actions destinées aux familles très nombreuses. Il souhaite mettre en œuvre la création « [d']hôtels sociaux » pour les plus démunis. Il précise aussi que le gouvernement s'est engagé à aider la mairie de Paris à hauteur de 560 millions d'euros et reconnait que la France a « accumulé un retard énorme en matière de logement social » durant la décennie précédente et que les logements existants ne sont pas faits pour les très grandes familles,. Il juge qu'il faut relancer la construction de ces logements, mais il explique qu'il faudra du temps et compare cela au fait de faire redémarrer « un paquebot » avec l'objectif de passer de 38 000 logements construits en 1999 à 100 000 par an (il annonce 77 000 constructions de logements neufs pour l'année en cours). Il déclare aussi qu'il est nécessaire de faire en sorte que le seuil de 20 % de logements sociaux soit respecté dans les communes,.
Dans l'opposition, Martine Aubry, maire PS de Lille, déclare que ni les gouvernements de gauche ni ceux de droite ne se sont véritablement confrontés au problème du logement social en France.

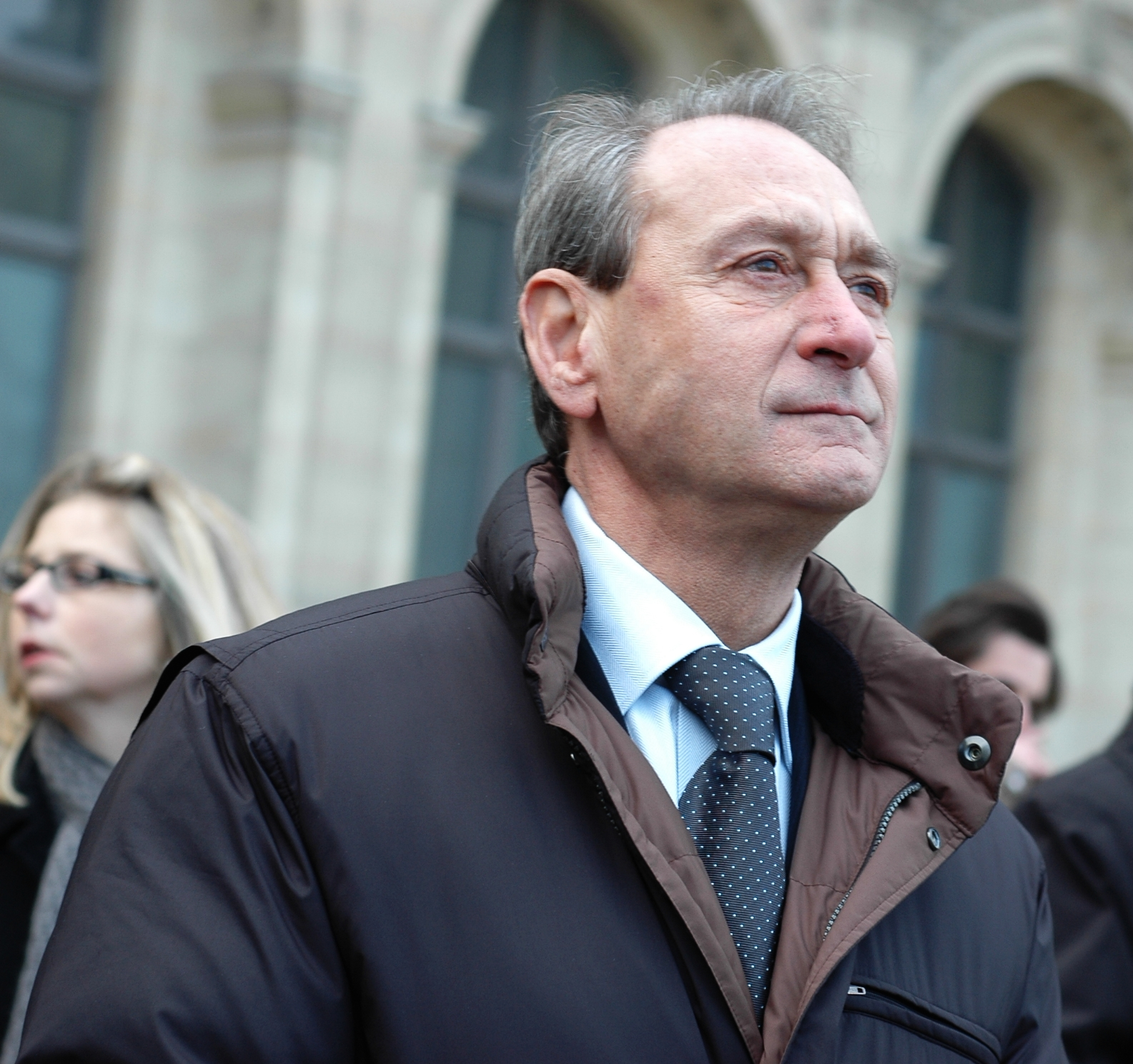
Bertrand Delanoë, maire de Paris.

Le maire de Paris, Bertrand Delanoë, publie le 31 août une tribune dans le journal Le Monde intitulée « Insalubrité : qui est responsable de quoi ? ». Il y affirme que la mairie de Paris, sous sa mandature, a lancé, en 2002, un « vaste plan d'éradication de l'habitat indigne » dont faisait partie l'immeuble de la rue du Roi-Doré où l'incendie a eu lieu, mais que les délais légaux n'ont pas permis d'y agir plus tôt. Il précise que ce plan concerne environ mille immeubles avec un budget de 152 millions d'euros sur six ans et pointe du doigt l'inaction de l'équipe municipale précédente qui, selon lui, n'aurait réhabilité que dix-sept immeubles entre 1995 et 2001. Il souligne que ces opérations sont d'autant plus difficiles qu'il faut reloger provisoirement les familles qui vivent dans ces immeubles alors que les structures d'accueil ne sont pas assez nombreuses. Il considère que le plan de cohésion sociale du gouvernement est insuffisamment financé. Il demande une application véritable de la loi SRU, affirmant que, depuis 2001, 25 % des logements sociaux de la région Île-de-France sont produits par Paris alors que d'autres communes en construisent très peu, les sanctions en cas de non-respect de cette loi étant trop légères. Il demande aussi aux pouvoirs publics de mieux encadrer les loyers, d'imposer une proportion minimale de logements sociaux dans tous les programmes de constructions, de réglementer la vente à la découpe et de réfléchir aux possibilités de réquisition des logements vacants.

#### Réactions dans la presse
Des articles virulents sont publiés dans la presse. Le journal Le Monde écrit le 27 août : 

« Que la France de l'abbé Pierre, moins de dix ans après la fin de la guerre, se soit trouvée aux prises avec une crise du logement était plus compréhensible. Mais que des familles - et pas seulement immigrées - vivent aujourd'hui en France dans des conditions dignes des romans de Zola est simplement inadmissible. L'État, en coopération avec les élus, doit s'attaquer vraiment à l'insuffisance de construction de logements sociaux, dans des régions très urbanisées comme l'Île-de-France, Rhône-Alpes, Provence-Alpes-Côte d'Azur, et, d'une façon plus générale, au problème du logement. »

Le Monde considère que le plan de recensement des immeubles insalubres annoncé par le ministre de l'intérieur Nicolas Sarkozy ou le plan de création d'hôtels sociaux proposé par Jean-Louis Borloo ne suffiront pas à pallier le problème. Il déclare qu'il faudrait doubler le nombre de logements sociaux construits chaque année, cette carence en habitations accessibles aux plus modestes entraînant de multiples problèmes d'urbanisme : « vieillissement des centres-villes, étalement urbain désordonné, circulation accrue, productrice d'embouteillages et de pollution supplémentaires, ménages pris dans le piège du surendettement... ». Il critique le fait qu'il n'existe plus en France de ministère qui s'occupe exclusivement du logement et que la loi « habitat pour tous » qui avait été annoncée par Gilles de Robien, ministre du logement entre 2002 et 2004, ne semble toujours pas rédigée. L'article souligne que le « jeu du marché » ne peut régler les questions relatives au logement et qu'il est indispensable que les élus en prennent conscience afin d'éviter l'aggravation de « l'impression d'abandon » ressentie par les plus pauvres. 
Le 1er septembre, le quotidien Libération déplore aussi le fait qu'il n'y ait plus de « ministre du Logement à temps plein » depuis la nomination de Jean-Louis Borloo, pourtant postérieure à l'incendie du Paris-Opéra, montrant qu'aux yeux du gouvernement « c'était donc un accident et non pas l'irruption d'un problème politique » et décrit cette attitude comme de « l'aveuglement. » Le journaliste regrette que les autorités considèrent qu'il s'agit de « coups du sort » en précisant que les situations étaient différentes entre les trois incendies (hôtel meublé au Paris-Opéra, immeuble insalubre à rénover rue du Roi-Doré, immeuble géré par une association avec des baux normaux boulevard Vincent-Auriol) alors que ces logements font courir autant de risques à leurs habitants. 
À l'étranger, le 27 août, le journal espagnol El País indique que si les habitants du boulevard Vincent-Auriol étaient en situation régulière et disposaient de droits, ces droits n'incluaient visiblement pas celui à un logement digne et sans danger,. Le journal déplore que l'alerte donnée par le reportage de France 2 qui montrait les dangers de cet immeuble n'ait pas été prise en compte. L'article se termine par la déclaration d'un survivant du boulevard Vincent-Auriol : selon lui, si, au lendemain de l'incendie, la presse, les associations et les politiques sont présents, ils arrivent trop tard.

## Conséquences sur l'hébergement d'urgence à Paris
En 2005, après cette série d'incendies, les contrôles sur les lieux qui hébergent les populations précaires sont accrus et une « liste noire » des lieux les plus dangereux est créée. Néanmoins, trois ans après, il semble que l'habitat insalubre soit loin d'être éradiqué. Si une trentaine d'hôtels meublés, sur les 650 que compte Paris, ont fait l'objet d'une fermeture administrative, il en resterait encore quatre-vingt-neuf sur la liste des hôtels jugés prioritaires par la préfecture de police fin 2007. Et l'opération d'aide à la rénovation des meublés de la SIEMP aurait attiré moins d'une dizaine de dossiers, toujours en 2008. En 2009, il y a encore dans Paris plus de 600 hôtels meublés qui hébergent des personnes placées par les services sociaux dont 20 % seraient dangereux d'après les associations qui aident ces personnes.
Le SAMU social modifie en 2006 ses modalités d'action avec les hôtels meublés. Alors qu'au moment de l'incendie, la structure travaille avec des associations qui servent d'intermédiaire, sans possibilité de contrôle sur les lieux et en agissant uniquement en tant que « payeur », elle crée un « Pôle d’hébergement et de réservation hôtelière » (PHRH) qui traite les demandes d'hébergement de familles arrivées par le numéro d'urgence 115 venues de Paris, de Seine-Saint-Denis et de Seine-et-Marne. Ce pôle traite aussi les chambres d'hôtels des personnes venues de la Coordination de l'accueil des familles demandeuses d'asile, par l’association pour les travailleurs migrants et par les Œuvres hospitalières françaises de l'ordre de Malte. Ce pôle peut effectuer des contrôles dans les hôtels afin d'informer les services de l'État en cas de problème.
Il faut néanmoins remarquer que le recours aux hôtels meublés pour loger les populations en situation de précarité est resté extrêmement répandu. Les dépenses hôtelières représentent en 2012 79 % du budget du SAMU social, soit 113 millions d'euros : 12 468 familles, soit 37 107 personnes, ont été logées dans 440 hôtels pour cette année-là, pour un total de 6,1 millions de nuitées, chiffre en augmentation de 17 % par rapport à 2011. Les nuitées sont réglées aux hôtels en moyenne 17,50 euros par personne.
En 2007, un observatoire des hôtels pratiquant de l’hébergement social est mis en place. Élaboré par l'Atelier parisien d'urbanisme, ce site internet met en commun les informations de la mairie de Paris, de la préfecture de police et de la préfecture de Paris afin d'informer les travailleurs sociaux sur l'état des hôtels en ce qui concerne les risques d'incendie, l'insalubrité et la sécurité. Il est actualisé mensuellement et les hôtels qui reçoivent un avis défavorable ne peuvent plus être sollicités pour l'hébergement des populations précaires.

## Conséquences réglementaires concernant les hôtels

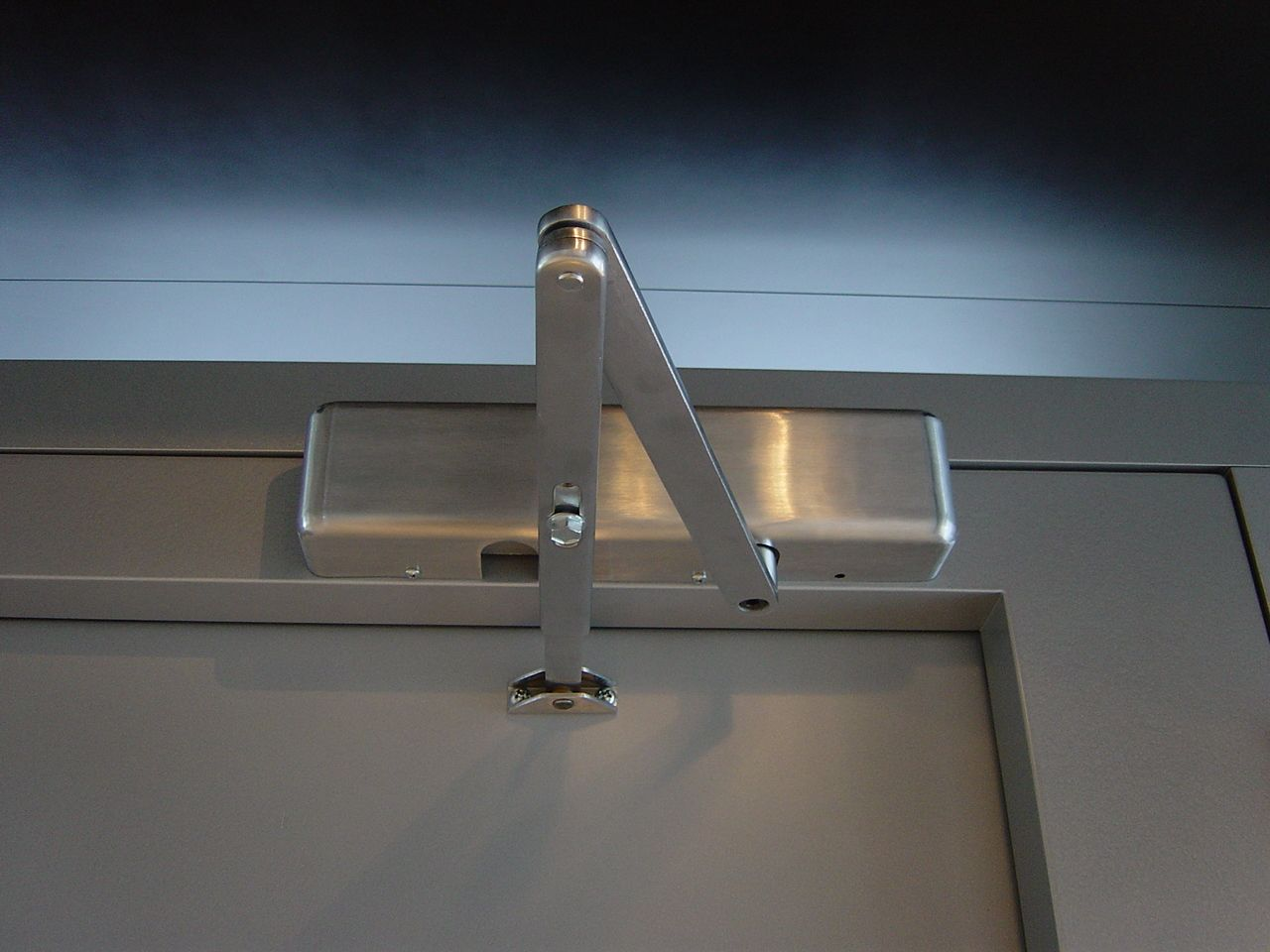
Les portes coupe-feu équipées de ferme-porte, sont devenues obligatoires dans les petits hôtels.

L'incendie de l'hôtel Paris-Opéra entraîne un renforcement des normes anti-incendie. Quelques jours après l'incendie, le Premier ministre Dominique de Villepin déclare vouloir en « tirer les leçons » et améliorer la réglementation anti-incendie. Il annonce avoir demandé au directeur de la Sécurité civile la création d'un groupe d'experts chargé de lui faire des propositions pour renforcer cette réglementation. 
De nouvelles normes sont mises en place avec l'arrêté du 24 juillet 2006 (qui complète et modifie « le règlement de sécurité contre les risques d'incendie et de panique dans les petits hôtels »), lui-même complété par l'arrêté du 26 octobre 2011,. Selon ces textes, les petits hôtels doivent tenir à jour un registre de sécurité, afficher les consignes de sécurité dans chaque chambre, faire vérifier les installations électriques et de détection d'incendie tous les ans (le reste des installations doit être vérifié tous les deux ans), « encloisonner la cage d'escalier » si l'hôtel fait plus d'un étage (les hôtels qui n'ont qu'un seul étage doivent avoir toutes leurs chambres accessibles aux échelles de pompiers). Ces petits hôtels doivent aussi être équipés d'un éclairage de sécurité, de portes coupe-feu (en dehors des portes de sanitaires) munies de ferme-porte. Le personnel doit recevoir deux fois par an une formation à la sécurité incendie.

## Suites judiciaires

### Enquête et Instruction

Enseigne de l'hôtel Paris-Opéra photographiée en 2015.

L'enquête est confiée à la brigade criminelle et les premières constatations laissent penser que l'incendie serait d'origine accidentelle,. Les spécialistes du laboratoire central de la préfecture de police de Paris se rendent sur place pour tenter de comprendre ses causes . Le 16 avril, on apprend que le parquet de Paris ouvre une information judiciaire pour « homicide involontaire ». L'hypothèse d'un déclenchement de l'incendie par des installations électriques vétustes ou un four à micro-ondes est un moment évoquée. La fille des gérants assure néanmoins que la pièce dite « des petits déjeuners » d'où est parti le feu est en fait une salle de repos avec tables, chaises et télévision mais sans appareil de cuisson. Les résidents de l'hôtel pouvaient seulement réchauffer des plats et des biberons dans une autre pièce du rez-de-chaussée, qui pouvait être surveillée depuis la réception.
Quatre jours après l'incendie, Fatima, la petite amie du veilleur de nuit, est placée en garde à vue après dénonciation par un appel anonyme. La police est à ce moment certaine que le feu est parti du premier étage. Lors de sa garde à vue la jeune femme reconnait avoir provoqué l'incendie, ses aveux étant provoqués par la certitude qu'a la police qu'elle se trouvait sur les lieux grâce au retrait bancaire qu'elle a effectué peu après le déclenchement de l'incendie. Elle est mise en examen pour « incendie causé involontairement, homicides et blessures involontaires ». Elle est incarcérée à la demande du parquet pour sa propre protection, étant jugée susceptible d'être victime de représailles puis remise en liberté sous contrôle judiciaire mi-2005.
L'instruction est longue. Chaque année, lors de l'anniversaire du drame, les victimes et leurs soutiens organisent un rassemblement qui est aussi l'occasion pour l'association des victimes, l'Avipo (Association des victimes de l'hôtel Paris-Opéra) de dénoncer la lenteur de la justice sur ce dossier,,,,. En 2007, une manifestation rassemblant 300 personnes entre le métro Pigalle et le lieu de l'incendie commémore les deux ans du drame. Le président de l'Avipo y déplore le manque d'information dans lequel la justice tient les victimes. Il note qu'aucune d'entre elles n'a été entendue par le juge d'instruction. Il accuse la justice de mépris, déclarant que s'il y avait « des blancs » parmi les victimes, elles ne seraient sans doute pas traitées de la sorte. À cette époque, seule Fatima est mise en examen. En 2008, les victimes ont enfin été entendues, et l'instruction se consacre à des expertises en vue de déterminer l'éventuelle responsabilité des constructeurs de l'immeuble. L'Avipo craint que les « vrais responsables » de ce drame ne soient pas jugés et explique en 2009 que le procès doit être « exemplaire » afin que les propriétaires d'hôtels meublés soient dissuadés d'héberger des personnes pauvres dans les mêmes conditions qu'au Paris-Opéra.
En 2012, soit sept ans après l'incendie, lors d'une cérémonie à la mémoire des victimes devant l'immeuble alors muré, l'association se plaint de nouveau qu'il n'y ait toujours pas de procès prévu. Ce ressentiment est d'autant plus fort que l'enquête sur l'incendie de la rue du Roi-Doré s'est conclue sur un non-lieu en 2009 sans avoir pu simplement déterminer si le drame avait une origine criminelle ou accidentelle, et que pour l'incendie du boulevard Vincent-Auriol, si le procès a abouti à la condamnation de la Freha et d'une entreprise de bâtiment, Paris Banlieue Construction, les pouvoirs publics qui avaient installé là ces familles n'ont jamais été mis en cause.

### Premier procès
Le procès du Paris-Opéra se tient finalement du 14 au 22 novembre 2013. Cent dix parties civiles y sont présentes : les victimes et leurs familles, ainsi que des associations et des « victimes latérales » comme les commerces situés en rez-de-chaussée sous l'hôtel. L'association des victimes est représentée par Maître Henri Leclerc. Quatre personnes sont jugées pour « homicides involontaires et manquement aux règles de sécurité » : le couple de gérants de l'hôtel, leur fils Nabil qui était veilleur de nuit cette nuit-là et la petite amie de ce dernier, Fatima, qui a mis le feu.  Les pouvoirs publics et les « acteurs sociaux » ne sont pas poursuivis, ce que regrette l'association des victimes. Le porte-parole des familles des victimes avait déclaré à propos de l'absence de poursuites des services sociaux, en avril 2013 « Leur absence à l'audience, si elle s'avérait définitive, amputerait les débats de la lourde responsabilité de ces services qui ont failli à leurs obligations de protection des familles et de contrôle des règles de sécurité. » C'est aussi l'avis du journal Le Monde qui juge que « [ce procès] aurait dû permettre de faire la lumière sur les défaillances des contrôles de sécurité. » L'employée de la préfecture qui a assuré le contrôle de l'établissement le 17 mars 2005, moins d'un mois avant l'incendie, émettant un avis favorable, a bénéficié d'un non-lieu. Il est néanmoins prévu qu'elle soit entendue au procès en tant que témoin assisté mais elle refuse finalement de s'y présenter. Cette attitude est déplorée par les victimes ainsi que par le couple de gérants de l'hôtel, dont l'avocat estime que la préfecture « prive le tribunal et les victimes d'une partie de la vérité ». La directrice du SAMU social doit être entendue pendant le procès.  
Il est reproché à Nabil d'avoir tardé à appeler les secours en commençant à lutter contre l'incendie avec des extincteurs et d'avoir consommé cocaïne et alcool pendant son service. Les pompiers déclarent qu'à leur arrivée, l'homme était paniqué et a gêné leur travail en tentant de sauver les résidents de l'hôtel par lui-même. Nabil est aussi partie civile car après sa chute lors de l'incendie, il a passé deux mois dans le coma, a subi une vingtaine d'opérations et a eu une incapacité temporaire de travail de deux ans,. 
Ses parents, les gérants, se voient reprocher quant à eux de ne pas avoir équipé le bâtiment en portes coupe-feu, de n'avoir pas isolé la cage d'escalier et de n'avoir pas formé leur fils aux règles de sécurité et de secours. Ils estiment que la suroccupation n'est pas la cause de l'incendie et précisent qu'ils ignoraient que leur fils dormait dans une pièce dont ce n'était pas la destination. Ils jugent que, puisque leur fils avait bu et pris de la drogue, le fait qu'il n'ait pas reçu de formation à la sécurité n'a rien changé. Les gérants déclarent en outre au moment du procès que l'hôtel Paris-Opéra était « salubre » et « un des plus sûrs de sa catégorie ».
Pour sa défense, l'avocat de Fatima fait remarquer que l'issue de l'incendie aurait pu être différente si le veilleur de nuit n'avait pas été sous l'emprise de l'alcool et de la drogue et s'il avait reçu une formation à la sécurité. Nabil et Fatima encourent trois ans de prison, les gérants cinq ans, à cause de la circonstance aggravante de manquement délibéré aux règlements. 
Le procès est particulièrement éprouvant pour les rescapés et victimes de l'incendie, notamment à cause de la diffusion, le 18 novembre, d'un film de près d'une heure tourné par les pompiers durant leur intervention, où l'on voit par exemple des enfants défenestrés pour tenter d'échapper aux flammes. Certaines victimes quittent la salle pendant cette diffusion. Si Nabil se sent coupable de n'être pas monté voir Fatima, ce qui aurait pu faire qu'elle ne jette pas ses vêtements sur les bougies, il considère que c'est la jeune femme qui est responsable de l'incendie et la traite de « pyromane ». Il estime avoir « fait [son] job » et trouve injuste d'être parmi les accusés,. Ses addictions sont mises en valeur au procès, où il raconte ses prises de cocaïne au réveil, whiskies en journée et cannabis pour se coucher. Il estime néanmoins qu'il était « opérationnel, comme le GIGN avant de passer à l’acte » au moment de l'incendie, ayant pris de l'alcool et de la cocaïne, alors qu'il a été incapable d'utiliser correctement l'extincteur ou d'appeler les secours.
Fatima explique n'avoir « pas réfléchi » quand elle a eu le geste de colère qui a déclenché le feu. Elle reconnait les faits mais dit ne pas se souvenir si elle a entendu l'alarme ou eu conscience de l'incendie alors qu'elle était encore dans le quartier quelques minutes après être partie. Le juge s'en étonne : elle a retiré de l'argent au distributeur tout proche peu après son déclenchement, il pense donc qu'elle était encore dans l'hôtel au moment de l'alarme.Elle assure n'avoir appris l'incendie que le lendemain bien que certaines de ses connaissances assurent qu'elle leur a parlé au téléphone de l'incendie cette nuit-là. Elle ne se souvient pas de ce qu'elle a fait après avoir retiré de l'argent, jusque vers 4 heures du matin. Ces absences de réponses et le peu de clarté de ses faits et gestes après le déclenchement de l'incendie provoquent un sentiment de « malaise » pendant sa déposition. Si elle regrette son geste et déclare qu'en tant que mère — elle a au moment du procès un enfant de six mois — elle comprend la douleur des victimes, elle ne leur adresse pas d'excuses et parait froide et insensible.
Fatima est condamnée en janvier 2014 à trois ans de prison ferme, ce qui va au-delà des réquisitions du procureur qui avait demandé trois ans dont un avec sursis. Le juge déclare « extrêmement probable » qu'elle ait eu conscience d'avoir provoqué un départ d'incendie et lui reproche de ne pas avoir prévenu les secours. Nabil, le veilleur de nuit, est condamné à deux ans de prison, le gérant de l'hôtel, son père, à trois ans de prison dont un avec sursis pour « suroccupation connue, recherchée et volontaire ». Le jugement souligne qu'étant au courant de la toxicomanie de son fils, il connaissait le danger qu'il y avait à lui confier la responsabilité de l'hôtel. Son épouse est relaxée, le tribunal ne la considérant pas comme gérante de l'établissement. Contre Nabil ainsi que ses parents, des peines de sursis de trois à quatre ans avaient été requises.
L'Avipo se déclare rassurée par la sévérité du jugement, qui, selon son représentant, confirme les victimes en tant que telles, mais accrédite aussi la description qu'elles ont faite de cet hôtel. En revanche l'avocat de Fatima considère qu'elle a servi de « victime expiatoire », payant ses difficultés à parler de l'incendie, alors qu'elle est écrasée de culpabilité. Il annonce n'avoir d'autre choix que de faire appel.
Au terme du procès, le tribunal refuse de statuer sur les demandes d'indemnisations des victimes qui ne sont toujours pas indemnisées.

### Procès en appel
Le second procès s'ouvre en septembre 2015. Comme en première instance, les acteurs sociaux et les services de l'État n'y voient pas leur responsabilité engagée. Le jugement est rendu en janvier 2016. Seule Fatima a fait appel. Elle y admet, comme en première instance, être responsable de l'incendie mais continue à dire qu'il s'agit d'un acte involontaire dont elle n'a pas mesuré les conséquences sur le moment. Elle est décrite par un expert comme « légèrement immature, étourdie et maladroite ». Un représentant de l'association des victimes estime au contraire qu'elle cherche à minimiser sa responsabilité. 
Fatima est condamnée à trois ans de prison dont deux fermes, ce qui correspond aux réquisitions de l'avocat général. Le jugement est accueilli par l'association des victimes avec une certaine déception, car il semble acquis que, par des réductions de peine, Fatima échappe à la prison. En outre, le porte-parole de l'Avipo estime que le jugement a été « annoncé de façon assez maladroite ». Néanmoins, ce point final du volet pénal de l'affaire est un soulagement, et devrait permettre d'avancer sur le dossier au civil : seules deux familles ont accepté les propositions de l'assureur peu après l'incendie, les autres victimes, qui parfois sont restées gravement handicapées à la suite du drame, n'ont pas encore été indemnisées.

## Devenir du bâtiment

Immeuble du 76 rue de Provence en 2017, après les travaux de rénovation.

Pendant des années après l'incendie, le bâtiment du 76 rue de Provence où se trouvait l'hôtel n'a pas changé. Des scellés ont été posés en 2005 après le drame pendant l'enquête et, en 2013, le journal 20 minutes constate que les marques des suie de l'incendie sont encore visibles au-dessus des fenêtres. Les commerces situés au rez-de-chaussée, une boutique de fleurs, un restaurant chinois et une bijouterie, sont restés fermés pendant un an après l'incendie. En effet, bien que n'ayant pas été touchés par les flammes qui se sont déclarées au premier étage, ils ont été très endommagés par les grandes quantités d'eau déversées par les pompiers. La structure de l'immeuble a été abimée pendant l'incendie, et elle doit être par la suite étayée avec deux poutres métalliques sur la façade et des lattes de bois sur les fenêtres pour éviter que le bâtiment s'écroule. En 2013, l’hôtel a toujours la même propriétaire qui dépose cette année-là un permis de construire afin de transformer le bâtiment en logements particuliers. En 2014, elle annonce souhaiter y faire réaliser une quinzaine d'appartements.

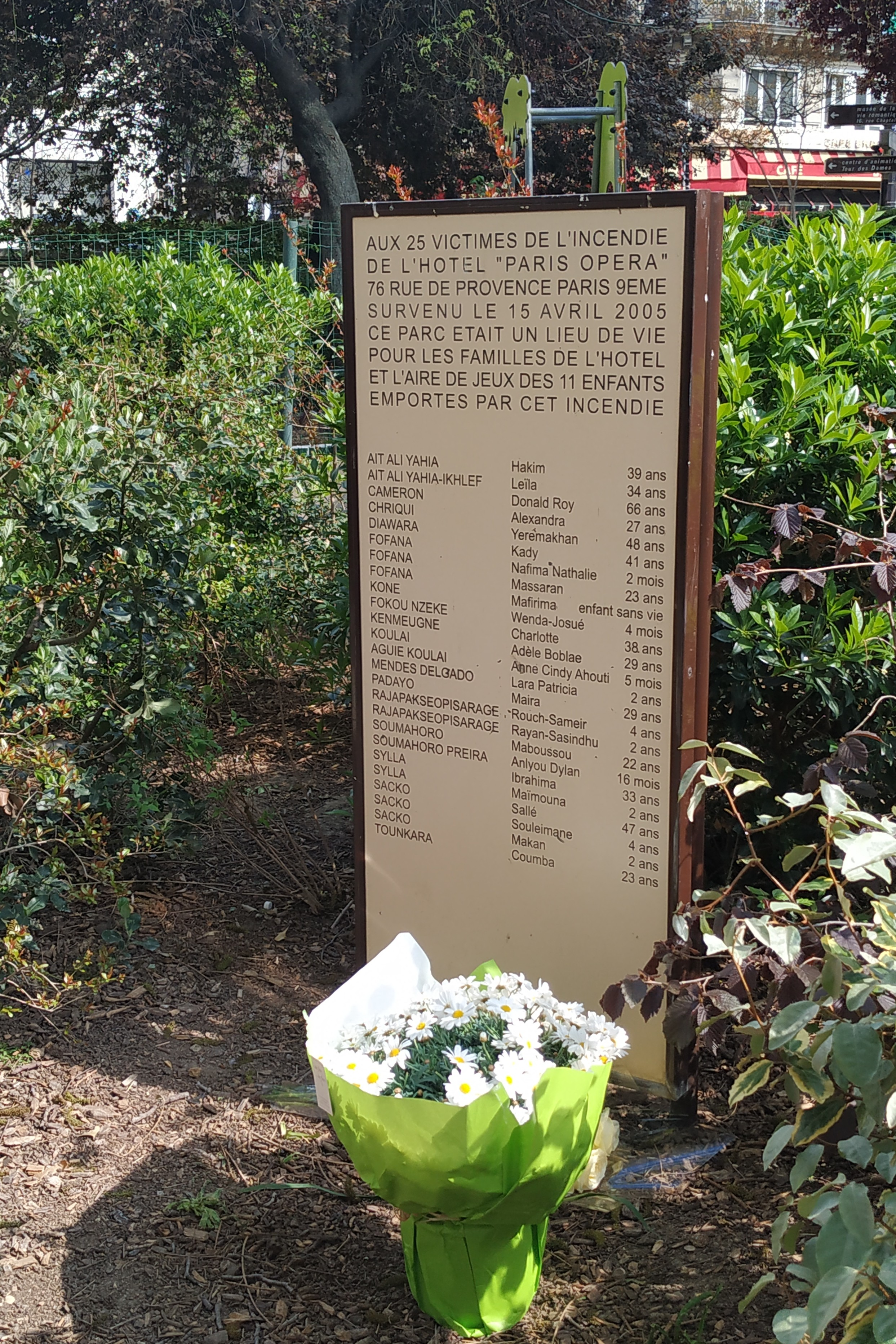
Plaque commémorative.

Dans ce quartier de commerces et de bureaux, aussi actif en journée que vide le soir, peu d'habitants entretiennent la mémoire du drame. En 2013, il n'y a pas de plaque commémorative de l'incendie sur le bâtiment mais il s'en trouve une dans le square d'Estienne-d'Orves qui fait face à l'église de la Trinité voisine où les enfants de l'hôtel venaient jouer. Cette plaque comporte les noms des vingt-quatre victimes mortes dans l'incendie. Les familles, les associations et certains élus se retrouvent devant le bâtiment chaque année pour une cérémonie de recueillement à la date anniversaire du drame.